# فیستین
فیستین (به انگلیسی: Fisetin) با فرمول شیمیایی C۱۵H۱۰O۶ یک ترکیب شیمیایی با شناسه پاب‌کم ۵۲۸۱۶۱۴ است. که جرم مولی آن ۲۸۶٫۲۳۶۳ g/mol می‌باشد. 